# Иван Кехайов
Иван Атанасов Кехайов е български офицер, полковник.

## Биография
Роден е на 13 октомври 1894 година в Чепеларе. През 1916 година завършва Военното училище в София. Служи в двадесет и първи пехотен средногорски полк, осма жандармерийска дружина. От 1923 г. е в 11-а жандармерийска дружина. От 1926 до 1928 г. е в 9-и пограничен участък. След това до 1929 г. е двадесет и седми пехотен чепински полк. От 1929 до 1933 г. е в интендантската дружина на втора пехотна дивизия. Служи отново в 27-и пехотен полк (1933-1934), двадесет и първи пехотен полк (1934-1938), девети пехотен пловдивски полк (1938-1941). От 1941 г. е командир на 15-и пехотен полк. През 1944 г. е ревизор в Главното интенданство. Със заповед № 176 е назначен за командир на петнадесети пехотен ломски полк от 28 ноември 1944 година. Уволнен е на 26 януари 1945 година и съден от Народния съд.

## Военни звания
- Подпоручик (12 февруари 1916)
- Поручик (29 януари 1919)
- Капитан (30 януари 1923)
- Майор (26 август 1934)
- Подполковник (6 май 1937)
- Полковник (6 май 1941)